# 翟文術
翟文術（？—1643年），字無術，直隸涇縣（今安徽）人，明朝政治人物、賜特用進士出身。

## 生平
崇禎六年（1633年）中癸酉科應天鄉試舉人，崇禎十三年（1640年）登庚辰科賜特用進士，官平江縣知縣，時流寇大起，翟文術力守孤城，向上級求援無門，憂憤嘔血而逝。